# 前田滋
前田 滋(まえだ しげる、1934年10月5日 - ）は、日本の経営者。荏原製作所社長、会長を務めた。山形県出身。

## 経歴
1949年に東北大学工学部機械工学科を卒業し、同年に荏原製作所に入社。1988年6月に取締役に就任し、1994年6月に専務を経て、1996年6月には社長に就任。2000年6月に副会長に就任。